# Eerste Van Swindenstraat 74-76
Eerste Van Swindenstraat 74-76 te Amsterdam is een gebouw aan de Eerste van Swindenstraat, Dapperbuurt, Amsterdam-Oost.
Hier stond oorspronkelijke bebouwing uit 1892 ontworpen door E.F. Kruger. Afgaand op de bouwtekeningen waren het winkelpanden met opkamers en woonetages. Een deel van de gebouwen werden rond 1912 door bioscoopexploitant David Swaap omgebouwd tot bioscoop annex theater. Het kreeg een korte levensduur; de crisis zorgde voor een teruggang in het bioscoopbezoek. Rond 1935 was de economische situatie anders en liet diezelfde Swaap drie panden slopen ten faveure van een nieuwe bioscoop annex Theater, het Van Swinden Theater (VS Theater). Nadat in het najaar met de sloop was begonnen werd er aan de hand van een ontwerp van Jan Wils en Oscar Rosendahl een nieuw gebouw neergezet in de stijl van Nieuwe Zakelijkheid. Veel ruimte was er overigens niet; de bouwgrond was zestien bij zestien meter. Wils en Rosendahl namen als voorbeeld het door hun ontworpen (veel grotere) City Theater aan het Kleine-Gartmanplantsoen, geopend op 28 oktober 1935. De bioscoop kreeg een zaal en een balkon voor maximaal 475 bezoekers, verdere ruimten werd gevuld met een directiekamer, conciërgewoning en foyer.
De Tijd constateerde na een krappe bouwtijd van een half jaar in maart 1936: “een aanwinst voor de buurt”. Na diverse herstarten sloot de bioscoop van 1965. Er kwam in later jaren een vestiging van winkelketen Zeeman in waarbij met name de pui en inrichting drastisch wijzigden. Dat was kennelijk voordat de gemeente het pand ingedeeld had in Orde 2 (het verdient behouden te blijven). Ook in 2022 is Zeeman er gevestigd. Ook dan heeft het gebouw een zeer afwijkend uiterlijk van de eind 19e eeuwse en eind 20e eeuwse bebouwing.